# Melipotis albiterminalis
Melipotis albiterminalis là một loài bướm đêm trong họ Erebidae.